# ユリシーズ (探査機)

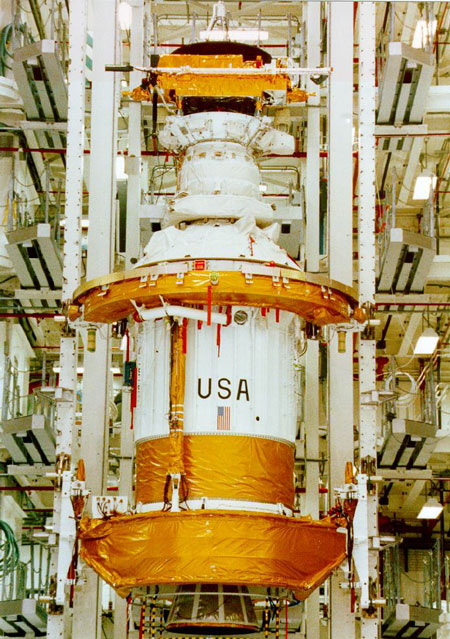
PAM-S と IUS の上に据えられたユリシーズ

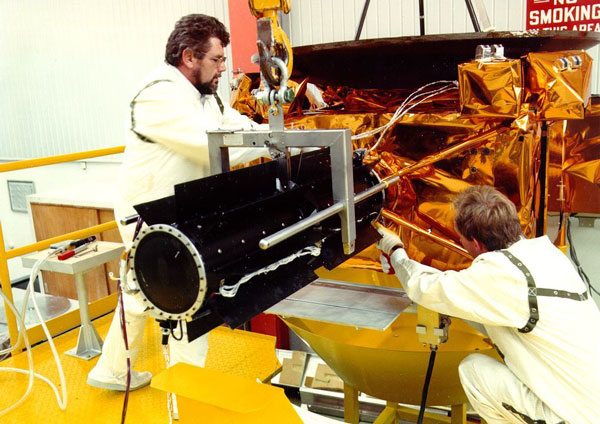
ユリシーズの原子力電池 (RTG)

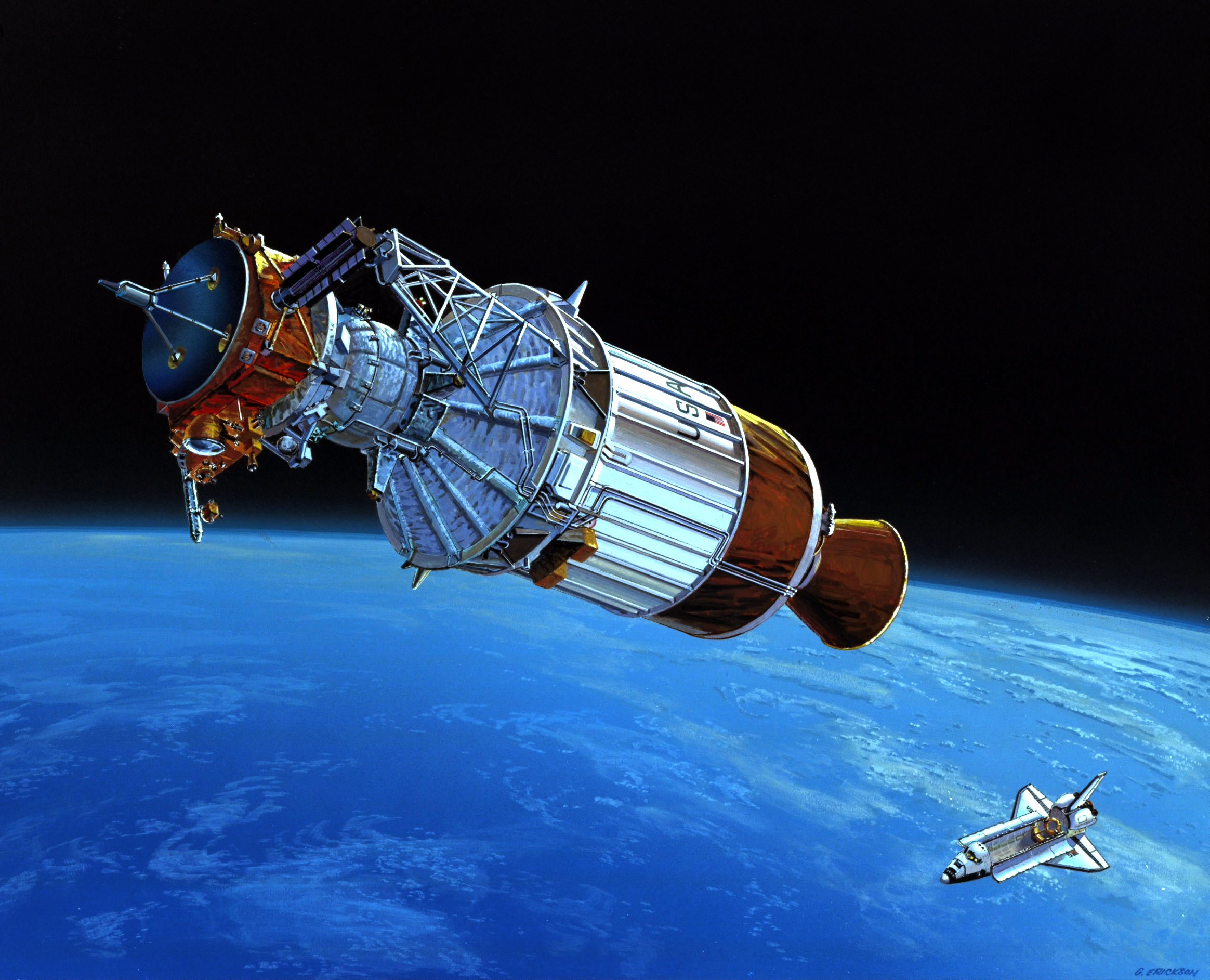
放出後のユリシーズの想像図

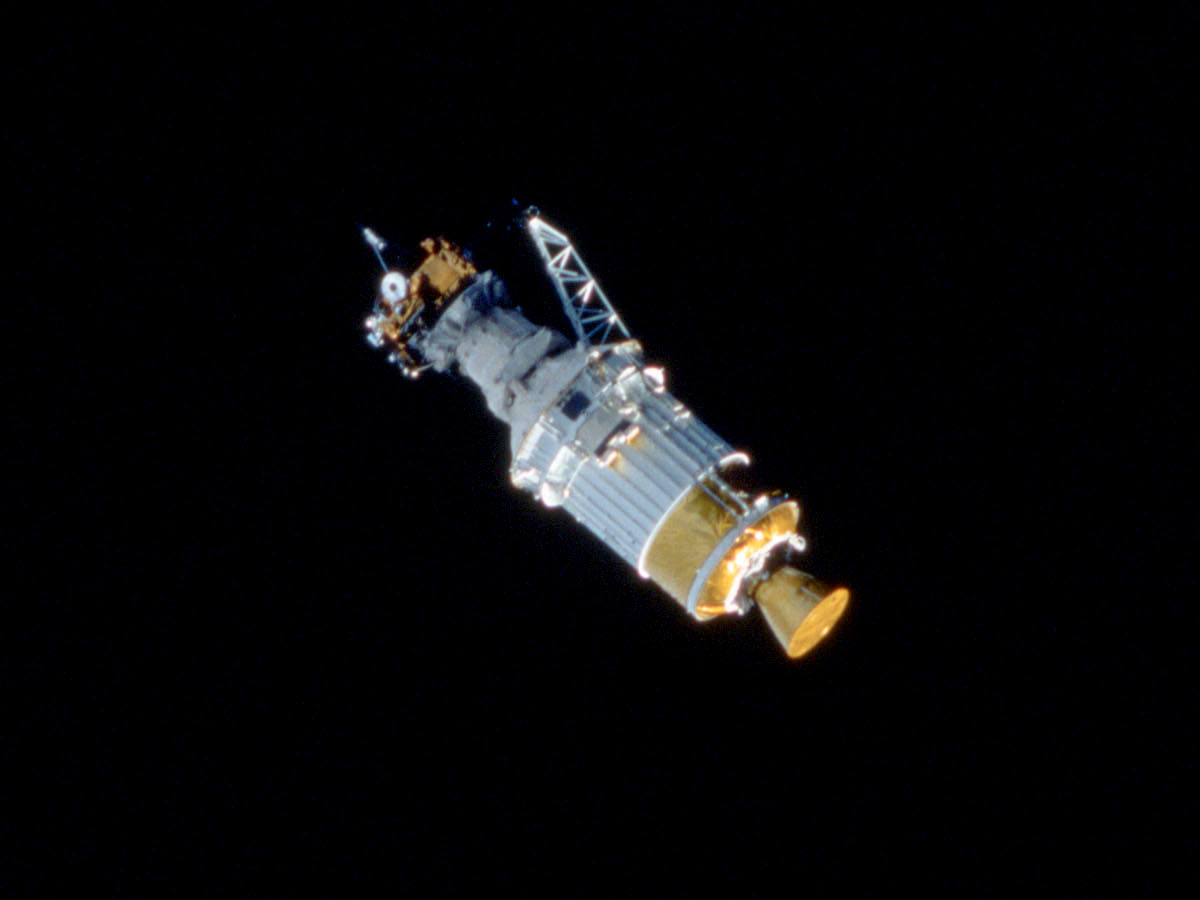
STS-41で放出後

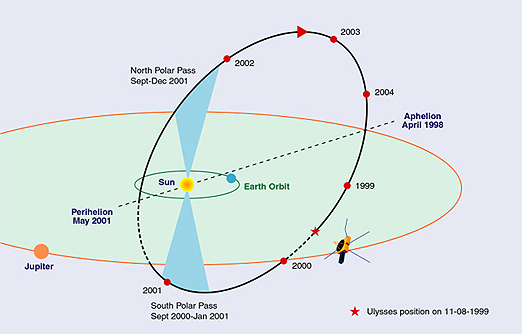
ユリシーズの2周目の軌道

ユリシーズ (Ulysses) とは太陽の全緯度領域を調査する為に設計された無人探査機である。オデュッセウスのラテン語訳から名付けられたこの探査機は、1990年10月6日にスペースシャトル・ディスカバリーのSTS-41ミッションでNASAとESAの共同事業として打ち上げられた。当初の予定では1986年にチャレンジャーで打ち上げられる予定だった。探査機の搭載機器は粒子や塵を計測する装置で、電力はプルトニウム238の放射壊変による熱で発電する原子力電池 (RTG) から供給される。
2008年2月以降はRTGの出力低下によって姿勢制御用燃料の凍結を防ぐためのヒーターを作動させることが難しくなり、2009年6月30日をもって運用を終了した（延長ミッション、そして運用終了を参照）。

## 任務

### 計画
ユリシーズ以前には、太陽は低緯度からしか観測されていなかった。太陽の赤道に対する地球の軌道平面（黄道面）の傾斜角は7.25度なので、探査機を軌道傾斜角の大きな太陽周回軌道に直接投入するためには大型の打上げ機が必要であった。
マリナー10号、パイオニア11号、ボイジャー1号・2号などは1970年代に重力アシスト（スイングバイ）を行った。これらは黄道面に近い軌道を回っている惑星から別の惑星に到達するための、同一平面内での軌道変更だった。しかし木星を利用して適切なスイングバイを行えば、軌道平面を大きく変えることも可能である。かくして黄道面離脱ミッション (COE) が提案された。
もともとは、NASAとESAは国際太陽極ミッションとして2機の探査機を計画していた。一方は木星の北極側を経て太陽の南極側に向かうもので、もう一方は木星の南極側を経て太陽の北極側に向かうものだった。これらは二重投資となるため、1981年にアメリカ側の1機がキャンセルされてユリシーズ計画として修正された。NASAはRTGと打ち上げ手段を提供し、ESAは探査機を製造した。観測装置は各国の大学と研究機関によって10基搭載された。
打上げは1983年2月から1986年5月へ遅延した。チャレンジャー号爆発事故 (STS-51-L) の影響で更に1990年10月まで遅れた。

### 軌道投入
ユリシーズはスペースシャトルによって地球の低軌道へ送り出され、そこから固体燃料ロケットブースターを使用して木星へ向かった。
ブースターは2段式で、ボーイングの慣性上段ロケット (IUS) とマクドネル・ダグラスのペイロード・アシスト・モジュールのS型 (PAM-S) で構成されており、回転速度 70 rpmのターンテーブルに搭載されていた。ユリシーズは地球の重力圏を脱出する際には（後にニュー・ホライズンズに記録更新されるまで）有史以来最速の人工的に加速された物体としての速度記録を持っていた。
木星への航路は近日点が1AU、遠日点が太陽から木星までの距離である約5AUのホーマン遷移軌道だった。この時は、ユリシーズの黄道面に対する軌道傾斜角は小さかった。

### 木星スイングバイ
1992年2月8日、ユリシーズは黄道面に対する軌道傾斜角を80.2度まで増やすためのスイングバイを行うために木星に到着した。巨大惑星の重力はユリシーズの軌道を曲げ、黄道面に対して下向きの力を加え、太陽の北極と南極を周回する最終的な軌道へ乗るための軌道修正を行った。軌道の形と大きさはほとんど変化しなかったので、遠日点はおよそ5AU、近日点は太陽から地球までの距離である1AUよりやや大きい程度のままだった。

### 観測
1994年から1995年にかけて、太陽の北極圏を観測した。
1996年5月1日、ユリシーズは偶然にも百武彗星 (C/1996 B2) のイオンの尾を通過した。尾の長さは3.8AUもあった。
2000年から2001年にかけて、太陽の南極圏を観測し、予期せぬ結果が得られた。特に、南磁極は非常に活動的であり、かつ明確な位置を特定できないことが明らかになった。もちろん、これは太陽には南磁極がない、モノポールだと言っているのではない。北磁極より拡散しているだけである。
2003年から2004年にかけてユリシーズは遠日点を通過し、少し遠くから木星を観測した。
2004年には、マックノート・ハートレイ彗星の尾と遭遇した。コロナ質量放出が彗星物質をユリシーズにもたらした。
2007年に、マックノート彗星の尾を通過した。今回は百武彗星の時とは驚くほど違っていた。太陽風の速度が毎秒およそ700kmから400km以下にまで落ちていたのである。

### 延長ミッション、そして運用終了
2007年から2008年にかけての3度目の太陽極圏観測を行うため、2009年3月まで運用が延長されていた。しかしRTGの出力は低下を続け、搭載された科学機器を動作させたり、姿勢制御用ヒドラジンを凍結から守るヒーターを動作させたりすることが不可能になるのは時間の問題であった。。少しでも消費電力を節約するため、最も重要な一部の機器を除き、必要に応じて各機器のスイッチを切ることで運用することになった。そして探査機が太陽に接近すると、電力を消費するヒーターを切って他の全ての機器のスイッチを入れるのである。
打ち上げから17年と4ヶ月目にあたる2008年2月22日、ESAとNASAはユリシーズの運用が数ヶ月以内に終了するであろうことを発表した
。4月12日、NASAは2008年7月1日が最後の日だと発表した。探査機は設計寿命の4倍以上に渡って順調に作動し続けてきた。これは2008年1月15日に X-band communications sub-system の最後に残っていた working chain が故障するまでの期間である。X-band sub-system の他の chain は2003年に故障していた。
その後も運用が継続されていたが、2009年6月30日をもって通信機器の主電源を切ることが6月26日に発表され、6月30日に運用を終了した。